# Essilor
Essilor International S.A. is een Frans multinationaal bedrijf dat corrigerende brillenglazen produceert en instrumenten voor oogartsen en opticiens. Het is gevestigd in Charenton-le-Pont nabij Parijs. Het is ontstaan in 1972 door de fusie van de firma's Essel (van Société des Lunetiers) en Silor. Het is sinds 2018 een bedrijfsonderdeel van EssilorLuxottica.

## Activiteiten
Essilor is wereldleider op het gebied van lenzen en brillenglazen. Het produceert onder meer de multifocale glazen van het merk Varilux. In 1957 ontwikkelde Bernard Maitenaz, een medewerker van Essel, het eerste multifocale brillenglas. Verder produceert het de gecoate Crizal-glazen die niet krassen of vuil worden. Het heeft 32 productiesites over de wereld en de producten worden in meer dan 100 landen verkocht. In 2015 telde het bedrijf 61.000 medewerkers.
De belangrijkste producten die Essilor verkoopt zijn lenzen en brillenglazen, deze maken bijna 90% van de omzet uit. Verder komt een klein deel van de omzet uit de verkoop van apparatuur voor oogartsen en opticiens. De belangrijkste afzetmarkt in Noord-Amerika, hier werd in 2015 bijna de helft van de omzet gerealiseerd. Europa staat op de tweede plaats met iets minder dan een derde van de omzet.

## Fusie met Luxottica
In januari 2017 werd bekend dat Essilor en de Italiaanse brillenmaker Luxottica willen fuseren. Luxottica is eigenaar van merken als Ray-Ban en Oakley. De twee bedrijven gaan verder onder de naam EssilorLuxottica. De combinatie heeft een omzet van ruim 15 miljard euro en telt meer dan 140.000 werknemers. Leonardo Del Vecchio, de oprichter en topman van Luxottica, wordt via zijn eigen investeringsbedrijf Delfin de grootste aandeelhouder van EssilorLuxottica met een belang van 31%. Hij heeft nu 62% van de aandelen Luxottica in handen. Essilor heeft vervolgens een geslaagd bod gedaan op de overige aandelen Luxottica en de beursnotering in Milaan is per 5 maart 2019 beëindigd. Alleen de notering in Parijs blijft bestaan.